# Guima
Bruno Guimarães Pinho Azevedo (* 11. března 1986, Santa Maria da Feira) známý jako Guima je portugalský fotbalový útočník v současnosti působící v CFR Cluj.

## Klubová kariéra
Svou fotbalovou kariéru začal v CD Feirense. Mezi jeho další kluby patří: Valecambrense, FC Pampilhosa, Fiães SC, Académico de Viseu FC, UD Oliveirense a MŠK Žilina, CFR Cluj.